# Wrynda
Wrynda – w mitologii indyjskiej żona asury Dżalandhary, uwiedziona przez Wisznu. Rzuciła klątwę na Wisznu, zamieniając go w kamień śalagrama, zaś sama rzuciła się w ogień. Z popiołu powstała święta roślina tulsi.